# Parco eolico di Castiglione Messer Marino

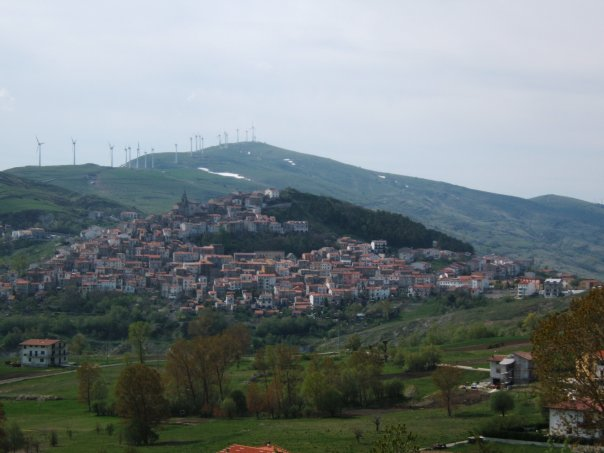
Il parco eolico

Il parco eolico di Castiglione Messer Marino è un impianto di produzione di energia eolica situato nel territorio comunale di Castiglione Messer Marino in provincia di Chieti e fa parte del Comprensorio eolico Alto Vastese.
Realizzato inizialmente nel 2000 con 34 aerogeneratori da 600 kW, è stato successivamente ampliato nel 2002 con altre 10 macchine analoghe e nel 2004 con 24 macchine da 660 kW.
Al parco eolico è associata la stazione di trasformazione di Monteferrante per la trasformazione dell'energia elettrica in alta tensione (150 kV).